# إيميليا جالوتي
إميليا جالوتي (بالإنجليزية: Emilia Galotti) هي مسرحية درامية للكاتب إفرايم ليسينغ. المسرحية عرضت لأول مره في مدينة براون شفايج عام 1772 .

## نبذة عن الكاتب
جوتهولد افرائيم ليسنغ الشاعر والفيلسوف والناقد المسرحي ولد في مدينة كامتر في محافظة ساكس الألمانية عام 1729 وهو ينتمي إلى أسرة متدينة وقد أمضي سنتين في لايبزغ درس فيهما اللاهوت بناء على رغبة والده .في عصر ليسنغ كان هناك نزاع بين الطبقة الحاكمة والطبقة الوسطى مما جعل العديد من الكتاب والأدباء في ذلك العصر الكتابة عن الألام والمعاناة التي يتكبدها الشعب وتصوير الصراع ما بين الحكام وشعبهم وخاصة الطبقة المتوسطة الطموحة وكان ليسنغ دراما حول ضياع بكارة فتاة من عامة الشعب )الآنسة سارة سامبسون( وقد عرضت المسرحية لأول مرة سنة 1755 .
في عام 1748 اشتغل ليسنغ في الصحافة في الجريدة المشهورة وقتئذ ( فوزشن تسايتونغ)كتب الاشعار والروايات والقصص والمسرحيات الهزلية، غير أن شهرته تركزت في النقد المسرحي.
في سنة 1760 وخلال حرب السنوات السبع صار ( ليسنغ) سكرتيراً للجنرال ( فون تاونتسين) بعد افلاس المسرح الوطني سنة 1770 تسلم (ليسنغ) منصب أمين مكتبة، وكتب
مسرحيته المأساوية (أميليا جالوتي).
وأصبح ليسنغ عضوا في المحفل الماسوني لمدينة هامبورغ.
وتزوج سنة 1776 من (ايفا كونغ)وماتت هي بعد ولادتها بساعات قليلة بعد عامين من الزواج .
توفي سنة 1781 في براونشفايغ وقد كان مؤمن جدا بتوحيد الإله وأن علي اليهود والمسيحيين والمسلمين أن يحل بينهم الحب والسلام .